# Palpita laciniata
Palpita laciniata là một loài bướm đêm trong họ Crambidae.